# Marloes Keetels
Marloes Keetels (4 de maio de 1993) é uma jogadora de hóquei sobre a grama neerlandesa, medalhista olímpica.

## Carreira
Marloes Keetels integrou o elenco da Seleção Neerlandesa Feminina de Hóquei Sobre Grama, nas Olimpíadas de 2016, conquistando a medalha de prata.